# Spectacle comique
 (mars 2025).
Si vous disposez d'ouvrages ou d'articles de référence ou si vous connaissez des sites web de qualité traitant du thème abordé ici, merci de compléter l'article en donnant les références utiles à sa vérifiabilité et en les liant à la section « Notes et références ».
Un spectacle comique est un type de spectacle vivant dont l'objectif est de divertir ses spectateurs en leur proposant de l'humour afin de les faire rire.
Les spectacles comiques sont généralement organisés autour de plusieurs sketches différents, et on en distingue plusieurs sortes, entre autres le stand-up, le one-man-show, etc.